# Câmara Municipal de Maringá
A Câmara Municipal de Maringá é o órgão legislativo do município de Maringá, localizado no estado do Paraná, Brasil. É composta por 23 vereadores eleitos pela população para mandatos de quatro anos. A Câmara é responsável por elaborar, discutir e aprovar leis municipais, além de fiscalizar as ações do Poder Executivo local.

## História
A Câmara Municipal de Maringá foi instituída após a emancipação política do município, que ocorreu em 14 de fevereiro de 1951, quando Maringá foi elevada à categoria de município pela Lei nº 790. As primeiras eleições municipais foram realizadas em 9 de novembro de 1952, resultando na escolha de Inocente Vilanova Júnior, do Partido Trabalhista Brasileiro (PTB), como o primeiro prefeito de Maringá. A disputa eleitoral foi acirrada, com Vilanova Júnior recebendo 1.871 votos, seguido por Valdemar Gomes 
da Cunha (UDN) com 1.725 votos, Ângelo Planas (PR) com 1.707 votos e Raul Maurer Moletta (PSP) com 303 votos.
A sessão solene de instalação da primeira legislatura ocorreu em 14 de dezembro de 1952, na sede social do Aero Clube de Maringá. Durante essa sessão, presidida inicialmente pelo vereador mais votado, Malachias de Abreu, os vereadores elegeram Arlindo de Souza como o primeiro presidente da Câmara Municipal de Maringá.

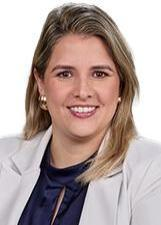
Presidente, Majorie Catherine Capdeboscq.

Inicialmente, a Câmara funcionou em locais provisórios. Em 1953, foi instalada no Edifício João Tenório Cavalcanti, localizado na Avenida Duque de Caxias esquina com a Avenida XV de Novembro. Posteriormente, mudou-se para um prédio alugado na Praça Rocha Pombo. Em 12 de dezembro de 1994, foi inaugurada a sede própria da Câmara, situada na Avenida Papa João XXIII, nº 239. A inauguração coincidiu com o 42º aniversário de diplomação dos primeiros vereadores da cidade. O evento contou com a presença do então presidente da Câmara, Nereu Vidal Cézar, e do arcebispo Dom Jaime Luiz Coelho, que realizou a bênção inaugural.

## Funcionamento
A Câmara é composta por diversas comissões permanentes e temporárias que analisam projetos de lei e outras matérias antes de serem levadas ao plenário. As sessões ordinárias ocorrem às terças e quintas-feiras, a partir das 9h30. A sede da Câmara está localizada na Avenida Papa João XXIII, 239, em Maringá.

## Composição

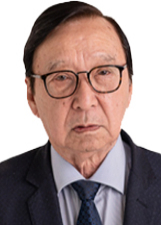
1° Secretário, Mário Massao Hossokawa.

Os vereadores são eleitos por meio de sistema proporcional de lista aberta. As vagas são distribuídas pelos partidos proporcionalmente ao total de votos para vereador de cada partido (somando os votos em legenda e os votos nominais em todos os candidatos do partido). Cada bancada partidária é então ocupada pelos candidatos de acordo com a ordem dos mais votados do partido. A última eleição ocorreu em 06 de outubro de 2024, com o seguinte resultado:
| Partido | Câmara Municipal de Maringá | Câmara Municipal de Maringá | Câmara Municipal de Maringá | Câmara Municipal de Maringá |
| Partido | Votos                       | %                           | Assentos                    | % de assentos               |
| PP      | 30.288                      | 14,09%                      | 6                           | 26,09%                      |
| PDT     | 13.207                      | 6,14%                       | 3                           | 13,04%                      |
| NOVO    | 18.577                      | 8,64%                       | 2                           | 8,70%                       |
| UNIÃO   | 17.075                      | 7,94%                       | 2                           | 8,70%                       |
| PODE    | 16.485                      | 7,67%                       | 2                           | 8,70%                       |
| PL      | 16.191                      | 7,53%                       | 2                           | 8,70%                       |
| PSD     | 14.678                      | 6,83%                       | 2                           | 8,70%                       |
| REP     | 14.221                      | 6,62%                       | 1                           | 4,35%                       |
| PT      | 11.767                      | 5,47%                       | 1                           | 4,35%                       |
| AGIR    | 10.125                      | 4,71%                       | 1                           | 4,35%                       |
| PSDB    | 9.006                       | 4,19%                       | 1                           | 4,35%                       |
| ------- | --------------------------- | --------------------------- | --------------------------- | --------------------------- |

### Vereadores em exercício
- Akemi Nishimori (PSD)
- Ângelo Salgueiro (Podemos)
- Bravin Júnior (PP)
- Cris Lauer (Novo)
- Daniel Malvezzi (Novo)
- Diogo Altamir da Lotérica (PSDB)
- Flávio Mantovani (PSD)
- Giselli Bianchini (PP)
- Guilherme Machado (PL)
- Ítalo Maroneze (PDT)
- Jeremias (PL)
- Lemuel do Salvando Vidas (PDT)
- Luiz Neto (Agir)
- Majô (PP)
- Maninho (Republicanos)
- Mário Hossokawa (PP)
- Mário Verri (PT)
- Odair Fogueteiro (PP)
- Pastor Sandro (União Brasil)
- Professora Ana Lúcia (PDT)
- Sidnei Telles (Podemos)
- Uilian da Farmácia (União Brasil)
- William Gentil (PP)

### Mesa Diretora
A atual Mesa Diretora da Câmara Municipal de Maringá para o biênio 2025-2026 foi eleita em 1º de janeiro de 2025, com a seguinte composição:
- Presidente: Mário Hossokawa (PP)
- 1º Vice-presidente: Sidnei Telles (Podemos)
- 2º Vice-presidente: Mário Verri (PT)
- 3° Vice-Presidente: Jeremias (PL)
- 1ª Secretária: Majô (PP)
- 2º Secretário: Luiz Neto (Agir)
- 3º Secretário: Ítalo Maroneze (PDT)

No entanto, em 21 de janeiro de 2025, o ministro Gilmar Mendes, do Supremo Tribunal Federal (STF), determinou o afastamento de Mário Hossokawa da presidência, alegando que sua recondução para o quinto biênio consecutivo violava o entendimento do STF sobre a possibilidade de reeleição para as mesas diretoras do Poder Legislativo.
Com o afastamento de Hossokawa, o 1º Vice-presidente, Sidnei Telles, assumiu interinamente a presidência da Câmara Municipal de Maringá. 
Em 23 de março de 2025, a Câmara Municipal de Maringá realizou sessões especiais para eleger novos membros de sua Mesa Diretora, em decorrência do afastamento definitivo do então presidente, Mário Hossokawa (PP), por decisão do Supremo Tribunal Federal (STF).
Na eleição para a presidência, a vereadora Majô Capdeboscq (PP) foi eleita com 18 dos 23 votos, tornando-se a primeira mulher a ocupar o cargo na história do Legislativo maringaense. Majô, de 35 anos, está em seu primeiro mandato e integra o partido com maior número de cadeiras na Casa. 
Para o cargo de primeiro secretário, Hossokawa foi eleito com 19 votos, após renunciar à presidência. Na disputa pela segunda secretaria, Odair Fogueteiro (PP) foi eleito pela maioria dos votos, sucedendo Luiz Neto (Agir), que renunciou ao cargo para assumir a liderança do Executivo na Câmara. 
A nova composição da Mesa Diretora da Câmara Municipal de Maringá, a partir de 23 de março de 2025, para o biênio 2025-2026 é a seguinte:
- Presidente: Majô Capdeboscq (PP)
- 1º Vice-presidente: Sidnei Telles (Podemos)
- 2º Vice-presidente: Mário Verri (PT)
- 3° Vice-Presidente: Jeremias (PL)
- 1ª Secretário: Mário Hossokawa (PP)
- 2ª Secretário: Odair Fogueteiro (PP)
- 3ª Secretário: Ítalo Maroneze (PDT)

## Projetos
A Câmara Municipal de Maringá realiza audiências públicas, sessões solenes e promove projetos como o Parlamento Jovem e o Vereador Mirim, visando à participação da juventude na política local. Além disso, mantém a TV Câmara Maringá, que transmite as sessões ao vivo e disponibiliza gravações em seu canal no YouTube.

## Transparência
A Câmara disponibiliza em seu portal oficial informações sobre legislações, pautas de sessões, atividades legislativas e dados financeiros, promovendo a transparência e facilitando o acesso da população às informações públicas.

## Ex-Vereadores Notórios
- Dr. Batista
- Do Carmo
- Homero Marchese
- Silvio Magalhães Barros
- Ulisses Maia

## Ligações Externas
- Site
- Youtube